# Jindřich Heisler
Jindřich Heisler (1. září 1914 Chrast u Chrudimi – 4. leden 1953 Paříž) byl český surrealistický spisovatel, malíř, výtvarník a překladatel.

## Život

### Mládí a studia
Jindřich Heisler pocházel z židovské rodiny Heislerů z Chrasti u Chrudimi. Jeho otec František Heisler (1882–1932) byl továrníkem. Matka se jmenovala Vlasta, rozená Vondračková (*1890), mladší sestra Anna se narodila roku 1920. Rodina vlastnila farmaceutickou továrnu a synovi bylo proto určeno vystudovat nejprve pražskou malostranskou reálku a potom chemickou průmyslovku v pražské Betlémské ulici. Školu však nedokončil a maturitu získal na chemické průmyslovce v Banské Štiavnici. Po studiích se vrátil do Chrasti, kde pracoval v rodinné továrně. Otec František Heisler zemřel v roce 1932, Jindřich Heisler se s rodinou přestěhoval do Prahy o čtyři roky později. Zde také nastoupil vojenskou službu.

### Surrealistická skupina

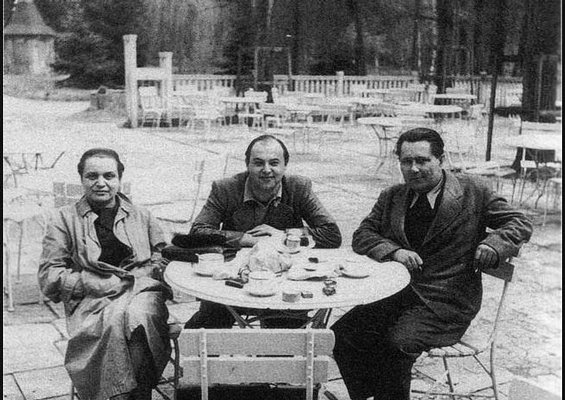
Toyen, Jindřich Heisler, Karel Teige, 1940

V roce 1934 vznikla tzv. Skupina surrealistů, jejíž program byl vyjádřen v letáku „Surrealismus v ČSR“.   V roce 1938 se Vítězslav Nezval pokusil o rozpuštění skupiny, ta ale zůstala zachována bez Nezvala. Jindřich Heisler se k ní připojil pod vlivem svých přátel Jindřicha Štyrského a Toyen.
Sestra Jindřicha Heislera uvedla ve svých vzpomínkách, že si bratr postavil okolo roku 1935 poblíž Chrasti chatu, kterou Toyen vyzdobila kresbami. Spolu s Toyen a sestrou pobýval na této chatě v létě 1939 i Jindřich Heisler a řešili možnost vystěhování do Brazílie. Vycestování se neuskutečnilo, chata ani kresby se nezachovaly.

### Okupace a Toyen

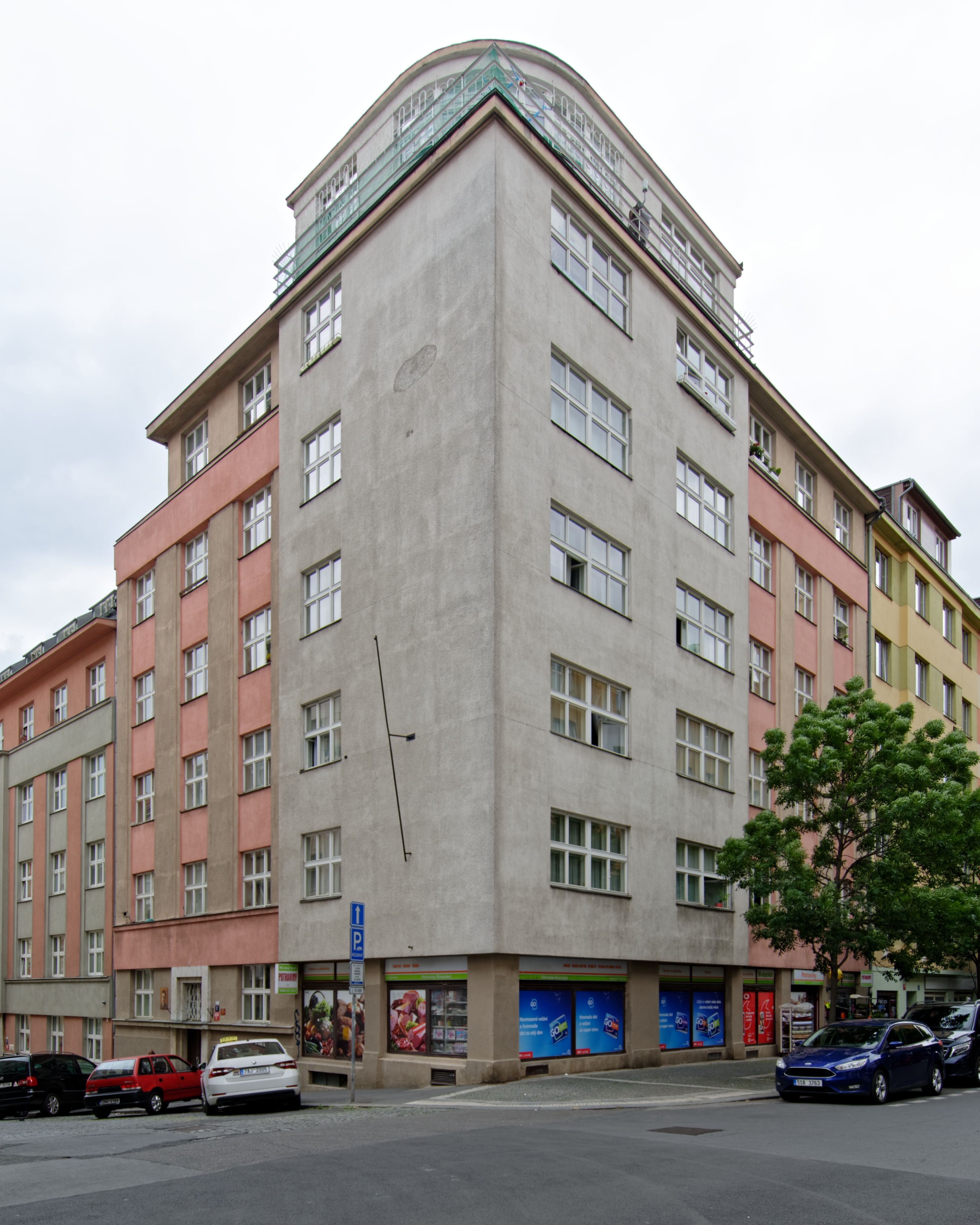
Dům Krásova 2 na Žižkově, kde se v letech 1940–1945 skrýval v bytě malířky Toyen

Během nacistické okupace, kdy byl surrealismus považován za zvrhlé umění, nemohla být díla surrealistů vydávána. Jindřich Štyrský v průběh okupace zemřel (21. 3. 1942), Jaroslav Ježek emigroval, někteří členové se od surrealismu odvrátili. Toyen se stáhla do ústraní.
Po vyhlášení platnosti Norimberských zákonů na území Protektorátu se Jindřich Heisler ukrýval v bytě Toyen v pražské Krásově ulici. Dalšími osobami, které ho ukrývaly, byla jeho matka Vlasta Heislerová (která nebyla židovského původu) a sestra Anna (kterou chránilo smíšené manželství), Karel Teige a další. Falešné doklady mu pomáhal zajistit malíř František Tichý.

### Poválečná činnost a Paříž
Po osvobození v roce 1945 obnovili Toyen a Heisler surrealistickou činnost a vydali v roce 1946 válečné kresby Toyen s textovými doprovody Jindřicha Heislera Střelnice a Schovej se, válko!. Text ke Střelnici vyšel též v periodiku S. V. U. Mánes Volné směry v roce 1947.
V březnu 1947 odcestovali oba umělci do Paříže, aby spolupracovali na přípravě „Mezinárodní výstavy surrealismu“. Pražská replika této výstavy se uskutečnila v Topičově salonu v listopadu – prosinci 1947.
V letech 1948–1950 vycházela v Paříži surrealistická revue N.E.O.N., na jejíž redakci se Jindřich Heisler podílel. Do Československa se již Jindřich Heisler ani Toyen, se kterou v Paříži žil, nikdy nevrátili.
Jindřich Heisler zemřel náhle v Paříži a byl pochován na pařížském hřbitově Pantin (Cimetière parisien de Pantin). Podle některých zdrojů byl jeho hrob pronajat s koncesí na 30 let; od roku 1984 je tedy pronajat někomu jinému a místo posledního odpočinku Jindřicha Heislera již nelze identifikovat.

### Posmrtné ocenění
V Čechách bylo dílo Jindřicha Heislera po jeho smrti důsledně zapomenuto. O tom, že byl Heisler zastoupen v antologii La Poésie surrealiste (autor Jean-Louis Bédouin) informovala v roce 1965 Kulturní tvorba pouze uvedením jména a národnosti, skrytého v soupisu mnoha dalších autorů. V roce 1977 vydalo publikaci Aniž by nastal viditelný pohyb exilové nakladatelství '68 Publishers.
V roce 1999 vyšlo sice souborné vydání jeho literárního i výtvarného díla pod názvem Z kasemat spánku, samostatnou výstavu však ve své vlasti dosud neměl. Sté výročí Heislerova narození (2014) proběhlo v ČR bez povšimnutí.
Mezi významnější posmrtné připomínky Jindřicha Heislera patří:
- V roce 2012 uspořádal Art Institute of Chicago výstavu Jindřich Heisler: Surrealismus pod tlakem (Jindrich Heisler: Surrealism under pressure).[16][17]
- V roce 2005 vznikl film režiséra Jana Němce Toyen. Zuzana Stivínová v něm představovala malířku Toyen a Jan Budař Jindřicha Heislera.[18]

## Dílo
Literární dílo Jindřicha Heislera je spojeno s výtvarnou složkou díla Jindřicha Štyrského a Toyen:
- Přízraky pouště, 1939, spolu s Toyen (též francouzsky Les spectres du désert)
- Jen poštolky chčí klidně na desatero, 1939, sbírka poesie, ilustrace Toyen, vydáno v 15 českých a 40 německých kopiích
- Z kasemat spánku, 1941, s Toyen, vydáno v omezeném počtu výtisků
- Na jehlách těchto dní, 1941, vydáno Praha : František Borový, 1945 – texty ke knize fotografií Jindřicha Štyrského
- Střelnice, 1946, úvodní báseň, 12 kreseb Toyen, vydáno Praha: František Borový, typograficky upravil Karel Teige
- Schovej se, válko!, báseň k 12 kresbám Toyen, vydáno Praha: František Borový, předmluva Karel Teige
- Mezinárodní surrealismus, Praha : Topičův salon, 1947 – sborník k výstavě; Heisler překládal některé texty André Bretona a podílel se na redakci sborníku
- Toyen, Paříž, 1953 (spolu s André Bretonem a Benjaminem Péretem)[19]
- Aniž by nastal viditelný pohyb, Toronto, 1977, vydalo 68 Publishers[20]
- Z kasemat spánku, Praha : Torst, 1999, ISBN 80-7215-100-2

Od roku 1943 se Jindřich Heisler více věnoval výtvarným pracím, objektům a začal vytvářet foto-grafiky. Poté, co se usídlil v Paříži, se soustředil na proměnu slova v předměty. Výsledkem jsou jeho Knihy-objekty (1950–1951) a obrazová Abeceda (1951)

## Zajímavost
Díla Jindřicha Heislera jsou též v majetku pařížského Centre Pompidou.